# X-Rx
[x]-Rx ist ein elektronisches Musikprojekt, das düsteren Rave-Klang mit Hardstyle-Einschlag und harten Rhythmen verbindet.

## Bandgeschichte
[x]-Rx wurde im Jahr 2006 von Pascal Beniesch in Köln gegründet. Mit dem Club-Hit Disco Distortion, welcher 2006 auf der Samplerreihe Extreme Sündenfall veröffentlicht wurde, erregte [x]-Rx die Aufmerksamkeit des Labels Pronoize. Der Track Die Sexualkiste der Hölle, der die öffentlichen Ansprachen eines Fußgängerzonen-Predigers aus Braunschweig sampelte, wurde Ende 2007 zum Untergrundhit und wurde auf dem Album Unmöglich erregend veröffentlicht. Ebenfalls in diesem Jahr hatten [x]-Rx den ersten internationalen Auftritt auf dem Summer Darkness Festival in den Niederlanden. 
Es folgten Anfang 2009 das zweite Album Stage 2, am 9. Juli 2010 das Album Update 3.0, im Frühjahr 2012 das Album Activate the Machinez und am 28. November 2014 das Album Crank it up.
Die Rezeption ist gemischt, Szenemedien attestieren den Werken zwar durchgängig gute Tanzbarkeit, kritisieren jedoch die hohe musikalische Redundanz und fehlende Innovation.

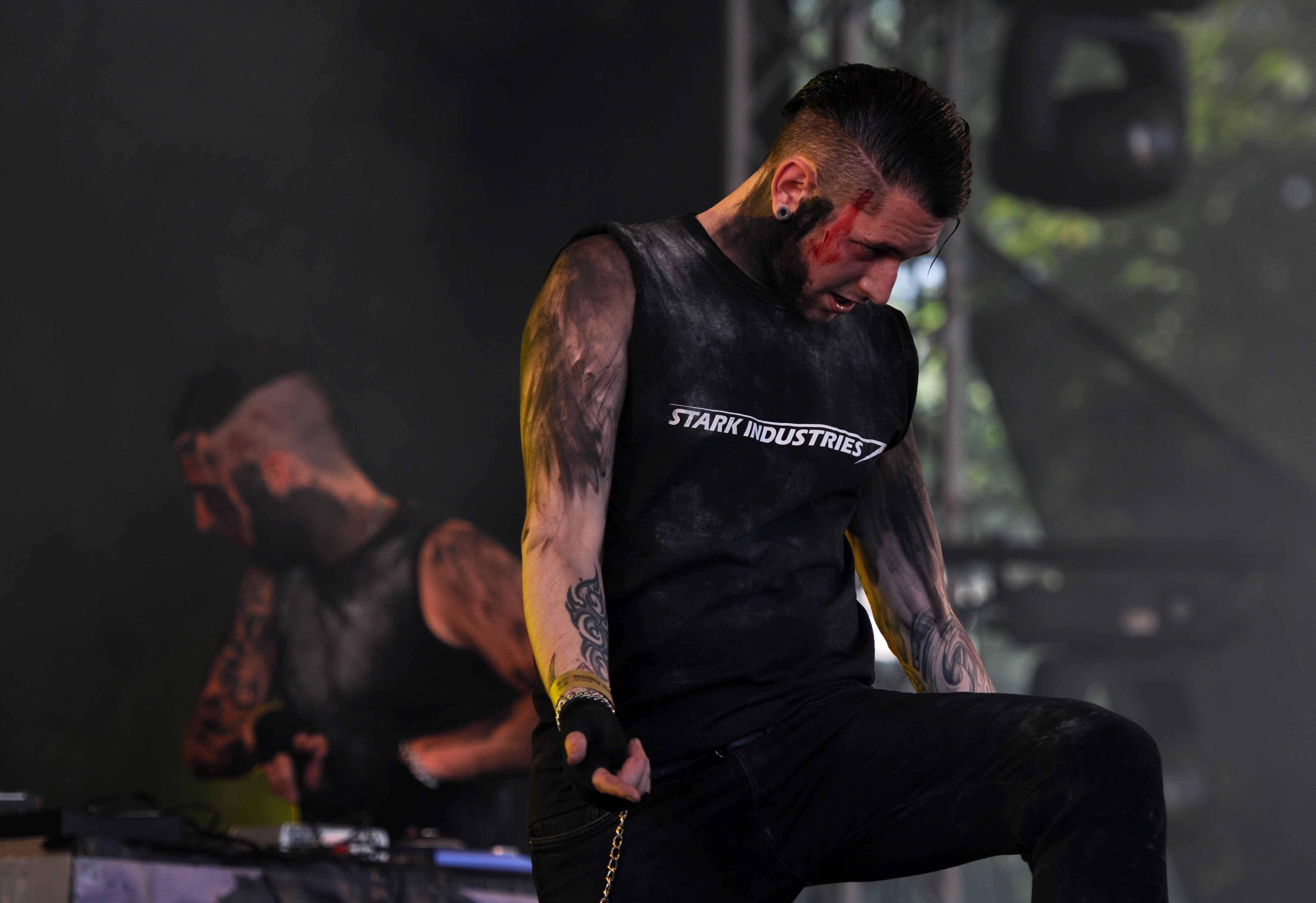
-Rx beim Amphi Festival 2013

„Ich bin mir daher ziemlich sicher, dass uns bald diverse DJs mit „Stage 2“ einheizen werden, allerdings ist das Album zum privaten Hören wohl einfach ein bisschen zu eintönig.“

„Ständig gleicher Beat, ewig konstante Songmuster – das ist Industrial-Rave aus Köln und heißt [X]-RX. Für all jene, die einfach alles hören (können) und deswegen auch keinen Unterschied mehr feststellen (können). Das Debütalbum von [X]-RX erschien 2007 und hieß „Unmöglich erregend“. Erschreckend, dass das auch wieder für diesen, mittlerweile dritten, Longplayer zutrifft.“

„Kompositorische hochwertige und tiefgehende Musik ist hier einfach fehl am Platz. Diese Musik ist für die Clubs geschaffen – und nicht mehr.“

## Diskographie
- 2007: Unmöglich erregend
- 2009: Stage2
- 2010: Update 3.0
- 2012: Activate The Machinez
- 2014: Crank it up
- 2017: Gasoline and Fire